# Haryana
Haryana (en hindí: हरियाणा, pronunciado en español jariana) es un estado de la República de la India. Su capital es Chandigarh, y , ciudad que tiene categoría de territorio de la Unión, y que, además, es capital de Punyab. Delhi, ciudad del Delhi, otro territorio, aunque no es la capital oficial, si es la capital separatista y económica del estado.
Está ubicado en al noreste del país, limitando al oeste con Punyab, al norte con Himachal Pradesh, al noreste con Uttarakhand, al este con Delhi y Uttar Pradesh, y al sur con Rajastán. Con 44 212 km² es el noveno estado menos extenso —por delante de Kerala, Megalaya, Manipur, Mizoram, Nagaland, Tripura, Sikkim y Goa, el menos extenso— y con 573 hab/km², el quinto más densamente poblado, por detrás de Bihar, Bengala Occidental, Kerala y Uttar Pradesh. Fue establecido como estado de la India el 1 de noviembre de 1966.
El río Yamuna sirve de frontera este con los estados de Uttarakhand y Uttar Pradesh. El estado está atravesado por diversos ríos estacionales, como el Ghaggar o el Markanda. Tiene cuatro divisiones administrativas y 19 distritos.

## Historia
Hariana, con una historia de más de 3000 años, fue un importante centro de la cultura védica (relacionada con los textos Vedás).

Según la leyenda del texto épico Majábharata (circa siglo VI a. C.), en esta región sucedió la batalla de Kurukshetra (incluso hay una ciudad actual con ese nombre, donde tradicionalmente se cree que se libró la batalla). En ese sitio, el rey dios Krishná le habló el Bhagavad guitá a su amigo Áryuna, momentos antes del comienzo de la guerra.
El Mahabharata menciona esta región como Bajú Dhaaniaka (que en sánscrito significa ‘muchos granos’) o Bahu Dhana (‘muchas riquezas’).
El término Hariana aparece por primera vez en una inscripción en sánscrito datada en el año 1328 y que hoy en día se conserva en un museo de Delhi. Este texto habla de la región como «el Cielo en la Tierra».
Al estar situado en un punto estratégico del norte de la India, el estado ha sido escenario de diversas batallas. Durante el reinado del emperador mongol Babur se produjo la batalla de Panipat (1526), en la que fueron derrotados los lodhis. Hariana se sumó a las fuerzas rebeldes durante la Primera Guerra de Independencia (1857) y quedó libre del control británico hasta finales de ese mismo año.
En 1858, los británicos crearon la región de Hariana a partir de una escisión de la región del Punyab. Cuando la India se independizó de los británicos (en 1947), el gobierno indio decidió crear dos subregiones dentro del estado del Punyab: la de habla mayoritariamente panyabí (Punyab) y la de habla hindí (Hariana). Finalmente, en 1966 se creó el nuevo estado de Haryana, compuesto por algunas zonas del estado de Punyab más algunas de Delhi y de Uttar Pradesh.

## Organización territorial
El 1 de noviembre de 1966, Haryana se constituyó como un estado separado con solamente siete distritos, de acuerdo con el plan de partición del entonces Punjab Oriental. Los siete distritos fueron Rohtak, Jind, Hisar, Mahendragarh, Gurgaon, Karnal y Ambala. La partición se basó en la demografía lingüística y se llevó a cabo después de la recomendación de Sardar Hukam Singh, el entonces portavoz de la Comisión Parlamentaria del Lok Sabha-. Más tarde, se agregaron otros 15 distritos reorganizando los distritos antiguos.
El gobierno de Haryana ha dividido el estado de Haryana en los siguientes 22 distritos:
| º       |         |                           |        |               |           |         |            |                          |             |           |      |
| ------- | ------- | ------------------------- | ------ | ------------- | --------- | ------- | ---------- | ------------------------ | ----------- | --------- | ---- |
| Ranking | Ranking |                           |        | Sede          | Población | Área    | Densidad   |                          |             |           |      |
| Pob.    | Área    | Distrito                  | Código | (capital)     | (2012)    | (km²)   | (hab./km²) | Formación                | Web oficial | Mapa loc. | Mapa |
| HR-11   | HR-16   | Distrito de Ambala        | HR-AM  | Ambala        | 1 136 784 | 1574    | 722        | 1 de noviembre de 1966   |             |           |      |
| HR-03   | HR-03   | Distrito de Bhiwani       | HR-BH  | Bhiwani       | 1 629 109 | 3432    | 475        | 22 de diciembre de 1972  |             |           |      |
| HR-22   | HR-18   | Distrito de Charkhi Dadri | HR-CD  | Charkhi Dadri | 502 276   | 1370,11 | 366        | 18 de septiembre de 2016 |             |           |      |
| HR-01   | HR-10   | Distrito de Faridabad     | HR-FR  | Faridabad     | 1 798 954 | 792     | 2271       | 15 de agosto de 1979     |             |           |      |
| HR-18   | HR-05   | Distrito de Fatehabad     | HR-FT  | Fatehabad     | 941 522   | 2538    | 371        | 15 de julio de 1997      |             |           |      |
| HR-04   | HR-21   | Distrito de Gurgaon       | HR-GU  | Gurgaon       | 1 514 085 | 1253    | 1208       | 1 de noviembre de 1966   |             |           |      |
| HR-02   | HR-02   | Distrito de Hisar         | HR-HI  | Hisar         | 1 742 815 | 3983    | 437        | 1 de noviembre de 1966   |             |           |      |
| HR-17   | HR-12   | Distrito de Jhajjar       | HR-JH  | Jhajjar       | 956 907   | 1834    | 521        | 15 de julio de 1997      |             |           |      |
| HR-07   | HR-04   | Distrito de Jind          | HR-JI  | Jind          | 1 332 042 | 2702    | 493        | 1 de noviembre de 1966   |             |           |      |
| HR-13   | HR-07   | Distrito de Kaithal       | HR-KT  | Kaithal       | 1 072 861 | 2317    | 463        | 1 de noviembre de 1989   |             |           |      |
| HR-05   | HR-06   | Distrito de Karnal        | HR-KR  | Karnal        | 1 506 323 | 2520    | 597        | 1 de noviembre de 1966   |             |           |      |
| HR-16   | HR-17   | Distrito de Kurukshetra   | HR-KU  | Kurukshetra   | 964 231   | 1530    | 630        | 23 de julio de 1973      |             |           |      |
| HR-19   | HR-11   | Distrito de Mahendragarh  | HR-MA  | Narnaul       | 921 680   | 1859    | 495        | 1 de noviembre de 1966   |             |           |      |
| HR-12   | HR-09   | Distrito de Mewat         | HR-MW  | Nuh           | 1 089 406 | 1874    | 581        | 4 de abril de 2005       |             |           |      |
| HR-15   | HR-19   | Distrito de Palwal        | HR-PW  | Palwal        | 1 040 493 | 1359    | 765        | 15 de agosto de 2008     |             |           |      |
| HR-21   | HR-22   | Distrito de Panchkula     | HR-PK  | Panchkula     | 558 890   | 898     | 622        | 15 de agosto de 1995     |             |           |      |
| HR-10   | HR-20   | Distrito de Panipat       | HR-PP  | Panipat       | 1 202 811 | 1268    | 948        | 1 de noviembre de 1989   |             |           |      |
| HR-20   | HR-15   | Distrito de Rewari        | HR-RE  | Rewari        | 896 129   | 1582    | 566        | 1 de noviembre de 1989   |             |           |      |
| HR-14   | HR-14   | Distrito de Rohtak        | HR-RO  | Rohtak        | 1 058 683 | 1745    | 606        | 1 de noviembre de 1966   |             |           |      |
| HR-08   | HR-01   | Distrito de Sirsa         | HR-SI  | Sirsa         | 1 295 114 | 4277    | 302        | 26 de agosto de 1975     |             |           |      |
| HR-06   | HR-08   | Distrito de Sonipat       | HR-SNP | Sonipat       | 1 480 080 | 2122    | 697        | 22 de diciembre de 1972  |             |           |      |
| HR-09   | HR-13   | Distrito de Yamuna Nagar  | HR-YN  | Yamuna Nagar  | 1 214 162 | 1768    | 686        | 1 de noviembre de 1989   |             |           |      |